# Huawei Ascend G330
Huawei Ascend G330 – smartfon firmy Huawei.
Huawei Ascend G330 zaprezentowany został przed targami IFA w sierpniu 2012 roku. Telefon posiada 4 calowy ekran LCD oraz procesor Qualcomm Snapdragon MSM8225 dwurdzeniowy, taktowany 1.0 GHz procesor z grafiką Adreno 203. Urządenie działa pod kontrolą systemu Android 2.3.6 Gingerbread, z możliwą aktualizacją do wersji 4.0 Ice Cream Sandwich.